# Kłonów
Kłonów (prononciation : [ˈkwɔnuf]) est un village polonais de la gmina de Gózd dans le powiat de Radom de la voïvodie de Mazovie dans le centre-est de la Pologne.
Il se situe à environ 6 kilomètres au sud-ouest de Gózd (siège de la gmina), 15 kilomètres au sud-est de Radom (siège du powiat) et à 101 kilomètres au sud de Varsovie (capitale de la Pologne).

## Histoire
De 1975 à 1998, le village appartenait administrativement à la voïvodie de Radom.